# Alviina Alametsä
Alviina Viivi Alametsä, född 29 september 1992 i Tammerfors, är en finländsk politiker (De Gröna). Hon är ledamot av Finlands riksdag sedan 2024 och hon representerar Helsingfors valkrets. Hon var ledamot av Europaparlamentet 2020–2024. Maria Ohisalo blev invald i Europaparlamentet 2024 och Alametsä ersätter henne i riksdagen.
Under sin tid i Europaparlamentet var Alametsä ledamot av utskottet för utrikesfrågor, delegationen till den gemensamma parlamentariska AVS-EU-församlingen, underutskottet för säkerhet och försvar, underutskottet för säkerhet och försvar, utskottet för utrikesfrågor och utskottet för framställningar. Hon var även suppleant för underutskottet för säkerhet och försvar, utskottet för utveckling, utskottet för transport och turism, delegationen för förbindelserna med Förenta staterna, delegationen för förbindelserna med Panafrikanska parlamentet, utskottet för utveckling, delegationen för förbindelserna med Indien, utskottet för transport och turism, utskottet för framställningar och  Underutskottet för säkerhet och försvar.
I riksdagsvalet 2023 blev Alametsä suppleant för De Gröna i Helsingfors valkrets med 5 151 röster.